# 大津市役所
大津市役所（おおつしやくしょ）は、日本の地方公共団体である大津市の組織が入る施設（役所）である。
本項では市内に複数点在する市民センター（支所・公民館）についても説明する。

## 庁舎（本館・新館・別館）

### 配置
北から別館、新館、本館の順に建築されている。庁舎内の配置は以下の通りである。
| 階  | 本館 |
| --- | --- |
| 5F  | 【西サイド】市労連、契約検査課、入札室、企画調整課、国際交流室、財政課、政策調整部長室、ワーキングルーム互助会：和室、第1会議室、第2会議室、交流室 【東サイド】互助会休憩フロア |
| 4F  | 【西サイド】広域事業調整課、道路建設課、路政課、道路・河川管理課、堅田内湖対策室、建築課 【東サイド】議場傍聴席、図書室、小会議場A、小会議場B、第1委員会室、第2委員会室、第3委員会室、第4委員会室 |
| 3F  | 【西サイド】未来まちづくり部長室、まちづくり計画課、交通戦略室、公園緑地課、空家対策推進室、住宅課、建築指導課、開発調整課、子ども家庭相談室 【東サイド】市議会議場、正副議長室、事務局長室、議会事務局、会派控室、サロンルーム |
| 2F  | 【西サイド】福祉子ども部長室、生活福祉課、保育幼稚園課、幼児政策課、介護保険課、長寿政策課、地域包括ケア推進室、健康保険部長室 【東サイド】市長室、副市長室、秘書課、特別応接室、地方新聞記者室、広報課、総務課、総務部長室、職員支援室、人事課 |
| 1F  | 【西サイド】保険年金課、税務長室、資産税課、市民税課、納税課、債権回収準備室、税会議室、市民部長室、自治協働課、面談室 【東サイド】戸籍住民課、案内受付・授乳室、市民ギャラリー、市政情報課、市政資料コーナー、会計管理者室、出納室長室、出納室、大津市役所内郵便局、滋賀銀行大津市役所出張所、ATM：滋賀銀行、関西みらい銀行、京都信用金庫、JAレーク大津 |
| B1F | 【西サイド】守衛室 【東サイド】文書収発室、印刷センター |
|     | 新館 |
| 7F  | 【西サイド】大会議室、外部監査人室、272会議室、273会議室 【東サイド】特別応接室、特別会議室 |
| 6F  | 【西サイド】下水道計画管理課、下水道整備課、河川課（下水道雨水対策室）、技術監理課工事検査室、選挙管理委員室、選挙管理委員会事務局、261会議室 【東サイド】代表監査委員室、監査委員事務局、監査室、農業委員会長室、農業委員会事務局、会議室 |
| 5F  | 【西サイド】営業開発課、ガス販売促進室、251会議室、252会議室、253会議室 【東サイド】公営企業管理者室、企業局長室、企業総務課、経営経理課、応接室 |
| 4F  | 【西サイド】技術監理課、ガス事業課、ガス施設課、安全サービス課 【東サイド】水道整備課、浄水施設整備課、水道施設課 |
| 3F  | 【西サイド】不法投棄対策課、産業廃棄物対策課、廃棄物減量推進課 【東サイド】プレスルーム（232会議室）、臨時給付金支援業務室、男子仮眠室、女子仮眠室 |
| 2F  | 【西サイド】消防局長室、消防団長室、消防総務課、警防課、予防課 【東サイド】危機・防災対策課、情報収集室、災害対策本部室 |
| 1F  | 【西サイド】通信指令課・通信指令室、企業局お客様センター、料金収納課 【東サイド】市民ロビー、喫茶室、喫煙所 |
| B1F | 【西サイド】中央監視室、機械室、掃除詰所 【東サイド】職員支援室、検査室 |
|     | 別館 |
| 3F  | 産業観光部長室、産業政策課、観光振興課、鳥獣害対策室、農林水産課、田園づくり振興課、産業観光部会議室、健康保険部会議室、大津市農業再生協議会 |
| 2F  | 【西サイド】教育長室、教育部長室、教育委員会室、教育総務課、学校教育課、学校保健体育課、生涯学習課、文化財保護課、市民スポーツ課、土地開発公社 【東サイド】福祉指導監査課、人権啓発課、管財課、文化・青少年課、市民部会議室 |
| 1F  | 【西サイド】環境部長室、環境政策課、施設整備課、児童クラブ課 【東サイド】別館大会議室、中消防署 |

### 沿革
- 2016年 - DOCOMOMO JAPAN選定 日本におけるモダン・ムーブメントの建築に選定[2]。

### 施設周辺
- 大津市企業局
- 大津市消防局・中消防署
- 大津市歴史博物館
- 皇子山総合運動公園
  - 皇子山球場
  - 皇子山陸上競技場
- 滋賀県立大津商業高等学校
- 大津市役所前駅（京阪石山坂本線）
- 大津市立皇子山中学校

## 市民センター（支所・公民館）

### 所在地
- 小松市民センター : 大津市北小松565
- 木戸市民センター : 大津市木戸58
- 和邇市民センター : 大津市和邇高城12
- 小野市民センター : 大津市湖青一丁目1-2
- 葛川市民センター : 大津市葛川坊村町237-37
- 伊香立市民センター : 大津市伊香立生津町133-1
- 真野市民センター : 大津市真野四丁目6-2
- 真野北市民センター : 大津市緑町4-1
- 堅田市民センター : 大津市本堅田三丁目8-1
- 仰木市民センター : 大津市仰木四丁目15-11
- 仰木の里市民センター : 大津市仰木の里七丁目1-25
- 雄琴市民センター : 大津市雄琴一丁目17-2
- 日吉台市民センター : 大津市日吉台一丁目15-1
- 坂本市民センター : 大津市坂本六丁目1-12
- 下阪本市民センター : 大津市下阪本三丁目14-30
- 唐崎市民センター : 大津市唐崎二丁目10-1
- 滋賀市民センター : 大津市南志賀一丁目8-32
- 山中比叡平市民センター : 大津市比叡平三丁目57-1

- 藤尾市民センター : 大津市横木二丁目4-1
- 長等市民センター : 大津市大門通16-40
- 逢坂市民センター : 大津市京町三丁目1-3
- 中央市民センター : 大津市中央二丁目2-5
- 平野市民センター : 大津市打出浜10-30
- 膳所市民センター : 大津市本丸町6-40
- 富士見市民センター : 大津市富士見台3-30
- 晴嵐市民センター : 大津市北大路一丁目9-5
- 石山市民センター : 大津市石山寺三丁目15-15
- 南郷市民センター : 大津市南郷一丁目12-13
- 大石市民センター : 大津市大石中一丁目7-4
- 田上市民センター : 大津市里三丁目9-1
- 上田上市民センター : 大津市牧一丁目1-24
- 青山市民センター : 大津市青山五丁目13-36
- 瀬田市民センター : 大津市大江三丁目2-1
- 瀬田北市民センター : 大津市大将軍一丁目14-30
- 瀬田南市民センター : 大津市神領三丁目8-9
- 瀬田東市民センター : 大津市一里山三丁目16-1

### 支所業務
|              | 内容 |
| ------------ | --- |
| 届出 ・ 申請 | 戸籍及び住民基本台帳の届出、埋火葬許可申請、印鑑登録に関する申請、外国人登録申請（堅田・瀬田支所に限る）、妊娠届（届出により母子手帳を交付）、国民健康保険・介護保険・国民年金・医療費助成に関する届出及び給付の申請、老人保健法に関する申請 |
| 証明書       | 市税に係る課税証明書、市税に係る納税証明書、市税に係る固定資産評価証明書、戸籍の謄抄本、住民基本台帳、印鑑登録、外国人登録 |
| 支払い       | 市税、国民健康保険料、市営住宅家賃、ガス・水道料金、下水道使用料ほか |
| その他       | 原動機付自転車及び小型特殊自動車の標識（ナンバープレート）の交付及び返納、自動車臨時運行（仮ナンバー）に関すること（堅田・瀬田支所に限る）、交通災害共済の加入及び見舞金の請求、その他                                                       |

システムの見直し
- 2018年4月から、会計管理業務を民間に委託すると報道された。スリム化の一環で、民間委託をすることで職員を6人、削減できるとしている。会計管理業務の民間委託は、関西では初めてである[3]。
- 大津市は2020年度以降は市内に36カ所ある市民センターを10カ所に統廃合する素案を出したと報道された。機能を廃止する市民センターは2023年度に市職員をゼロに減らし、併設する公民館の運営などは地域住民に委託する予定であった[4]。

### 公民館
公民館業務
- 地域の特性・特徴を生かした各種学級・講座等の開催、またグループ・団体活動への援助。

所在地
- 和邇公民館 : 大津市和邇中94-1
- 大津公民館 : 大津市島の関14-1
- 小野分館公民館 : 大津市湖青一丁目1-5
- 上記のほか、全ての支所（市民センター）